# Tour de Eure y Loir
El Tour de Eure y Loir (oficialmente: Tour d'Eure-et-Loir (en francés)) es una carrera ciclista por etapas francesa que se corre en el departamento francés de Eure y Loir.
La carrera fue creada en 1949 y está inscrita en el calendario nacional de élite de la Federación Francesa de Ciclismo y cuenta como una prueba de la Copa de Francia de Clubes de Ciclismo en categoría DN1.
Tras no realizarse en 2017 y 2018, regresó en 2019 como competencia del UCI Europe Tour bajo categoría 2.2.

## Palmarés
| Año       | Ganador                  | Segundo                 | Tercero                 |
| --------- | ------------------------ | ----------------------- | ----------------------- |
| 1949      | Georges Roux             | P. Charbonnel           | M. Sandon               |
| 1950      | Roger Huet               | G. Gautier              | Valentin Gerussi        |
| 1951      | Raymond Komor            | Bernard Potet           | G. Lécuyer              |
| 1952      | G. Langlois              | Guyard                  | H. Renard               |
| 1953      | Jean Hemmerle            | J. Cortinavis           | Gilbert Saulière        |
| 1954      | André Mézière            | Armand Finet            | Roger Bezamat           |
| 1955      | Raymond Komor            | Antoine Frankowski      | Paul Sighirdjian        |
| 1956      | Marcel Danguillaume      | André Vagner            | Duchannoy               |
| 1957      | Jean Danguillaume        | Fernand Lamy            | Raymond Guilbert        |
| 1958      | Raymond Guitay           | Carrara                 | Jean Hoffmann           |
| 1959      | Henri Belena             | I. Chaipolin            | Jacques Collado         |
| 1960      | Gérard Bauman            | Alphonse Chiapolini     | Valentin Modric         |
| 1961      | José María Errandonea    | Lucien Wasilewski       | Eugène Huet             |
| 1962      | Francis Bazire           | Jack André              | Alain Vera              |
| 1963      | Francis Bazire           | José María Errandonea   | Jean-Pierre Magnien     |
| 1964      | Raymond Delisle          | Roger Milliot           | Francis Pamart          |
| 1965      | Jean-Pierre Livet        | Colin Lewis             | Charly Grosskost        |
| 1966      | Jean Sadot               | Jacky Mourioux          | Pierre Croquison        |
| 1967      | Jean-Pierre Danguillaume | Gérard Besnard          | Michel Lainé            |
| 1968      | Christian Boulnois       | Gérard Demont           | Jacky Mourioux          |
| 1969-1971 | ediciones no realizadas  | ediciones no realizadas | ediciones no realizadas |
| 1972      | Michel Coroller          | Francis Quillon         | Richard Kindelberger    |
| 1973-1978 | ediciones no realizadas  | ediciones no realizadas | ediciones no realizadas |
| 1979      | Jean-Paul Loris          | Jean-Paul Romion        | Joël Mouquet            |
| 1980      | Guy Gallopin             | Patrick Derosier        | Jean-Paul Romion        |
| 1981      | Claude Marciaux          | Philippe Pesenti        | Jean-Luc Hamon          |
| 1982      | Berto Vaccari            | Yvan Frebert            | Thierry Claveyrolat     |
| 1983      | Jacky Buron              | Florent Maugé           | Patrick Lucas           |
| 1984      | Bernard Richard          | Patrick Pommeret        | Thierry Le Rall         |
| 1985      | Laurent Bezault          | Jean-François Morio     | Philippe Brenner        |
| 1986      | Jean-François Morio      | Jean-Pierre Duracka     | Claude Cherod           |
| 1987      | Laurent Bezault          | Jean-François Morio     | Pascal Lino             |
| 1988      | Fabrice Henry            | Christophe Paulve       | Philippe Pitrou         |
| 1989      | Marc Peronin             | Laurent Brochard        | Yvon Ledanois           |
| 1990      | Fabrice Henry            | F. Prudhomme            | Jean-Michel Audren      |
| 1991      | Hervé Boussard           | Olivier Peyrieras       | Cédric Vasseur          |
| 1992      | Valère Fillon            | Fabrice Henry           | Jean-Michel Monin       |
| 1993-2001 | ediciones no realizadas  | ediciones no realizadas | ediciones no realizadas |
| 2002      | Rony Martias             | Arnaud Coyot            | Yohann Gène             |
| 2003      | Anthony Ravard           | Alexandre Naulleau      | Romain Feillu           |
| 2004      | Mathieu Claude           | Sébastien Minard        | Antoine Dalibard        |
| 2005      | Romain Feillu            | Julien Belgy            | Benoît Sinner           |
| 2006      | Benoît Daeninck          | Guillaume Le Floch      | Rein Taaramäe           |
| 2007      | Maxime Bouet             | Arnold Jeannesson       | Raphaël Lesage          |
| 2008      | Alex Meenhorst           | Fabien Taillefer        | Pierre-Luc Périchon     |
| 2009      | Mathieu Halleguen        | Armindo Fonseca         | Thomas Girard           |
| 2010      | Thomas Vaubourzeix       | Ramūnas Navardauskas    | Emmanuel Kéo            |
| 2011      | Mathieu Cloarec          | Emmanuel Kéo            | Mathieu Le Lavandier    |
| 2012      | Samuel Spokes            | Benoît Poitevin         | Thomas Sprengers        |
| 2013      | Benoît Poitevin          | Marc Fournier           | Romain Cardis           |
| 2014      | Benoît Sinner            | Jérémy Cornu            | Bruno Armirail          |
| 2015      | Romain Cardis            | Thomas Rostollan        | Benoît Cosnefroy        |
| 2016      | Paul Ourselin            | Fabien Doubey           | Aurélien Paret-Peintre  |
| 2017-2018 | ediciones no realizadas  | ediciones no realizadas | ediciones no realizadas |
| 2019      | Luuc Bugter              | Maxime Urruty           | Sébastien Havot         |
| 2020      | edición no realizada     | edición no realizada    | edición no realizada    |
| 2021      | Paul Penhoët             | Kim Heiduk              | Maxime Jarnet           |
| 2022      | Samuel Leroux            | Valentin Tabellion      | Emilien Jeannière       |
| 2023      | Noa Isidore              | Jasper Dejaegher        | Valentin Tabellion      |
| 2024      | Antoine L'Hote           | Théo Delacroix          | Joris Delbove           |

## Palmarés por países
| País          | Victorias |
| ------------- | --------- |
| Francia       | 50        |
| España        | 2         |
| Nueva Zelanda | 1         |
| Australia     | 1         |
| Países Bajos  | 1         |